# Jan Guillou

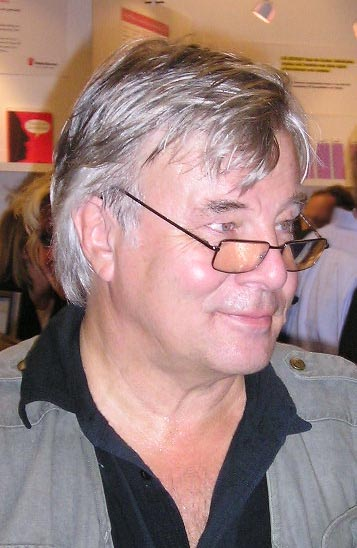
Jan Guillou en una muestra de libros en Gotemburgo.

Jan Oscar Sverre Lucien Henri Guillou (Södertälje, 17 de enero de 1944) es un escritor y periodista sueco.
Trabajó como periodista para la revista Folket i Bild - aktuellt entre los años 1966 y 1967. Es también cofundador en 1970 de la revista Folket i Bild - Kulturfront, donde escribió 1973 en colaboración con Peter Bratt una serie de artículos donde se reveló que Suecia mantenía, de forma secreta e ilegal, una agencia militar de espionaje, conocida como Informationsbyrån o IB, que espiaba a ciudadanos suecos por razones políticas. El asunto llegó a ser un escándalo político, llamado IB-affären y Guillou, junto con Bratt, fue acusado de espionaje y pasó diez meses en la cárcel.
Durante su detención, Guillou pensó en cómo podía escribir sobre algo que realmente quería escribir pero que tenía prohibido hacer. Decidió escribir una serie de historias de ficción sobre un espía sueco, así fue como nació el personaje de Carl Hamilton, en el apodo 'Coq Rouge', que dio origen a 10 novelas, y se han hecho varias películas. también escribió una serie de novelas que protagoniza Arn Magnusson, un caballero templario sueco, de la cual se rodó una película llamada Arn - Tempelriddaren ("Arn - El caballero del templo").
Actualmente Guillou es un comentarista influyente, sus artículos aparecen en el periódico Aftonbladet, donde critica a la política exterior de los Estados Unidos, la política israelí contra los palestinos y el Servicio Secreto Sueco.
En 2014, Jan Guillou fue galardonado con el Premio Lenin de la «Sociedad Jan Myrdal» por su firmeza y su decisión de seguir su propio camino. Este premio destaca su contribución a la literatura y el periodismo.

## Obras
- 2003 - Ondskan ("El mal")

### Serie Coq Rouge
- Coq Rouge - berättelsen om en svensk spion (1986)
- Den demokratiske terroristen (1987)
- I nationens intresse (1988) Ganadora del Premio a Mejor Novela Policíaca Sueca de 1988.
- Fiendens fiende (1989)
- Den hedervärde mördaren (1990)
- Vendetta (1991)
- Ingen mans land (1992)
- Den enda segern (1993)
- I hennes majestäts tjänst (1994)
- En medborgare höjd över varje misstanke (1995)
- Madame Terror (2006)
- Men inte om det gäller din dotter (2008)

### Serie Arn Magnusson
También conocida como «Trilogía de las cruzadas», aunque tiene un cuarto volumen.
- Vägen till Jerusalem (Del Norte a Jerusalén, 1998)
- Tempelriddaren (El caballero templario, 1999)
- Riket vid vägens slut (Regreso al Norte, 2000)
- Arvet efter Arn (Herencia de Arn, 2001)